# Chiropotes israelita
Chiropotes israelita  (лат.) — вид приматов из парвотряда широконосые обезьяны. Возможно является синонимом Chiropotes chiropotes.

## Описание
Отличается от родственных видов чёрным цветом конечностей и оливково-коричневой спиной. В целом цвет шерсти от тёмно-коричневого до чёрного. Лицо безволосое, голова, борода и хвост чёрные, по бокам головы пучки длинной шерсти.

## Распространение
Встречаются на северо-западе Бразилии (к северу от реки Риу-Негру и к западу от реки Риу-Бранку), а также на юге Венесуэлы.

## Классификация
Классификация черноспинных саки дискуссионна. Ранее все приматы из рода Chiropotes считались подвидами черноспинного саки (Chiropotes satanas), однако в 2002 году по совокупности генетических и морфологических отличий были выделены виды Chiropotes utahickae, Chiropotes chiropotes и Chiropotes sagulatus. В 2003 году популяция к востоку от Риу-Бранку была отнесена к Chiropotes chiropotes (Chiropotes sagulatus в исследованиях 2002), а к западу от Риу-Бранку к Chiropotes israelita (Chiropotes chiropotes в исследованиях 2002 года).